# Hieracium inulifrons
Hieracium inulifrons es una especie de planta con flor del género Hieracium, de la familia Asteraceae, orden Asterales.

## Distribución
Hieracium inulifrons se distribuye por Rusia.

## Taxonomía
Fue descrita científicamente por Sennikov.
Tratamiento taxonómico
La especie aparece registrada y publicada en Willdenowia.